# Parry Peak
Der Parry Peak ist ein Berg in den Rocky Mountains im US-Bundesstaat Colorado. Er liegt etwa 80 km westlich von Denver und ist der höchste Punkt des Wanderweges Continental Divide Trail.
Der Berg ist nach dem Botaniker Charles Christopher Parry benannt.